# Yorm Bopha
Yorm Bopha (Camboya, 1983) es una activista camboyana por los derechos a la tierra conocida por su oposición al desarrollo en torno al lago Boeung Kak. Fue condenada a tres años de prisión por "violencia intencional con circunstancias agravantes" el día 27 de diciembre de 2012. Varios grupos de derechos humanos han protestado en su favor.

## Proyecto Boeung Kak
En 2007, Shukaku, una empresa propiedad de un senador del Partido Popular de Camboya, ganó un contrato de arrendamiento de 99 años para desarrollar el área alrededor del lago. Los desarrolladores comenzaron a bombear arena al lago, y en 2011, un reportero de la BBC describió lo que alguna vez fue el lago más grande de Phnom Penh como si se hubiera reducido a "poco más que un charco". Según Amnistía Internacional, más de 20.000 residentes fueron desplazados por esta situación mientras que beneficiaba solo al senador y a la empresa que posee. En 2011, el Banco Mundial suspendió la ayuda a Camboya hasta que se resolviera la situación. 
Yorm Bopha participó activamente en las protestas en apoyo de los derechos territoriales de los residentes. En 2012, lideró una campaña por la libertad de trece mujeres condenadas a prisión por su papel en una de las protestas.

## Condenas injustas
El 28 de diciembre de 2012, Yorm Bopha fue condenada por "violencia intencional con circunstancias agravantes", tras un incidente ocurrido en agosto de ese año en el que presuntamente agredió a dos taxistas. Fue arrestada sin órdenes de arresto ni presentación de cargos ni nombres de los demandantes. Fue condenada incluso cuando las personas que inicialmente dijeron que ella "podría ser" la persona que agredió a dos taxistas, confirmaron que finalmente Bopha no era la agresora. La policía antidisturbios rodeó el palacio de justicia cuando fue sentenciada, utilizando bastones eléctricos para contener a los manifestantes. Yorm Bopha protestó más tarde contra la sentencia y dijo: "Esto es una injusticia en la sociedad del dinero y el dólar". Ou Virak, presidente del Centro Camboyano de Derechos Humanos, declaró: "Creo que con este caso el tribunal está tratando de detener las protestas por la tierra".
Amnistía Internacional calificó los cargos de "fabricados", definió a ella y al también activista convicto Tim Sakmony como presos de conciencia y afirmó que los dos estaban "siendo perseguidos únicamente por su trabajo de defensa de los derechos de quienes en sus comunidades han perdido sus casas por desalojos". La Organización Mundial Contra la Tortura y la Federación Internacional por los Derechos Humanos emitieron una declaración conjunta en la que pedían la "liberación inmediata e incondicional y el levantamiento de los cargos pendientes, ya que su detención y acoso judicial parecen tener como objetivo simplemente obstruir sus actividades de derechos humanos y parecen como resultado del ejercicio de su derecho a la libertad de expresión y asociación".
El 8 de marzo de 2014, Bopha hizo una entrevista durante el Día de la Mujer, en la que afirmó: "Quiero animar a las mujeres camboyanas para que digan la verdad. Porque si no hablamos, nadie sabrá de nuestros problemas y nadie podrá ayudarnos. Al ser una persona que habla, me enfrento a muchos riesgos, como ser asesinada o encarcelada, y otros riesgos también pero estos no me desaniman". El 1 de diciembre de 2014, la Federación Internacional por los Derechos Humanos publicó un documental sobre el encarcelamiento injusto de Yorm Bopha. El documental fue muy criticado por el gobierno de Camboya dirigido por Hun Sen.
El 28 de junio de 2016, Bopha fue nuevamente condenada a tres años de prisión por los mismos delitos que ya fueron aclarados en 2013. También se le ordenó pagar a las víctimas 10 millones de riel (alrededor de 2.500 dólares). En el tribunal no se proporcionó ningún razonamiento para el veredicto. Además, al exmarido de Bopha, Lous Sakhon, también se le ordenó pagar 10 millones de riel. E Sophors, presidente del grupo motodop de la Asociación de Desarrollo de la Confederación de Camboya, dijo que el fallo era "justo". El activista ambiental Chum Hout dijo: "El tribunal en Camboya siempre reprime a los activistas destacados, como en el caso de Yorm Bopha y los tres activistas ambientales en Koh Kong".